# DarikNews.bg
DarikNews.bg е български информационен уебсайт, създаден в края на 2005 година. Дизайнът на сайта е обновяван в края на 2006 г. и в началото на 2017 г.

## Подразделения
DarikNews.bg има обособени 18 регионални страници с новини и материали за София, Варна, Пловдив, Благоевград, Сливен, Хасково, Русе, Бургас, Габрово, Добрич, Шумен, Враца, Кюстендил, Плевен, Велико Търново, Стара Загора, Кърджали и Разград.  Регионалните страници се поддържат от местни екипи.

## Посещаемост
През декември 2012 година DarikNews.bg отчита над 838 000 посетители. По данни, предоставени от Gemius за декември 2016 година, близо 1,5 милиона е броят на уникалните потребители, ползвали новинарските сайтове в портфолиото на Нетинфо и Нова Броудкастинг Груп – Nova.bg, Vesti.bg и DarikNews.bg.

## Награди
DarikNews.bg е носител на 2 първи награди в областта на информацията от Медийния фестивал в Албена през 2006 и 2008 г., носител на наградата на читателите от фестивала „Осмата муза“ през 2006 година.